# Miklós Nyiszli
Miklós Nyiszli (Szilágysomlyó, 17 giugno 1901 – Oradea, 5 maggio 1956) è stato un medico ungherese.
Di origine ebraica, durante il regime di Horthy-Döme Sztójay in Ungheria, fu deportato nel maggio 1944, assieme alla moglie e alla figlia adolescente, nel campo di concentramento di Auschwitz, in territorio polacco.

## Memorie da Auschwitz
Di professione medico anatomo-patologo, è conosciuto per essere stato l'autore del libro Memorie di un medico deportato ad Auschwitz, pubblicato poco dopo la fine della seconda guerra mondiale.
In questo libro racconta le circostanze nelle quali riuscì a evitare la morte nel lager di Auschwitz e negli altri tre campi di concentramento in cui fu trasferito durante le marce forzate (ricordate come le marce della morte) susseguenti l'evacuazione dalle varie zone di concentramento durante i concitati mesi che precedettero, fra l'inverno e la primavera del 1945, la fine del Terzo Reich.
Nel libro, Nyiszli - che in Germania aveva studiato e lavorato per dieci anni prima della guerra - ha narrato gli orrori a cui ha assistito e la sua esperienza di deportato addetto ad un Sonderkommando (morti viventi il cui destino era quello di essere soppressi al termine di un servizio di quattro mesi) come braccio destro (suo malgrado) di Josef Mengele, uno dei responsabili della pratica di test medici sugli ebrei vittime dei campi di sterminio.
Al suo arrivo ad Auschwitz, Nyiszli si offrì volontario come medico e fu assegnato per il servizio di assistenza sanitaria alle baracche del settore 12. Notato da Mengele per la sua abilità professionale, fu da questi aggregato come medico anatomo-patologo al dodicesimo Sonderkommando e trasferito nel crematorio II, appositamente per approntarvi e allestire una sala per le autopsie fornita delle più moderne attrezzature reperibili, come supporto alla criminale ricerca scientifica del dottor Mengele.
In questa sala settoria del crematorio i medici SS cercavano di trovare le differenze anatomiche tra la loro razza "ariana" e quella degli "inferiori". Nyiszli ci narra che stavano rapiti ad assistere alle autopsie che lui eseguiva, quasi con orgoglio e un nodo di commozione alla gola, certi di scoprire la chiave che dimostrasse la veridicità della loro dottrina "emogenetica".
Normali autopsie che però destavano questo immenso interesse tra i nazisti, esaltati e convinti di poter dimostrare scientificamente la loro superiorità genetica; alla fine furono solo osservazioni ed esperimenti empirici, come la ricerca della pietra filosofale, che oltre a misurare crani, annotare il colore degli occhi, pelle o capelli, ovviamente non portarono mai a risultati seri e concreti: la razza ariana come loro la concepivano semplicemente non esisteva.

## Vita e morte nel lager
Nella narrazione della quotidianità di rinchiuso - come numero A.8.450 - all'interno del KZ di Auschwitz, del suo rapporto con le SS e con i compagni del Sonderkommando, dei tentativi di rivolta e di fuga, rivelando il suo turbamento di uomo prima ancora che di medico per le azioni che era obbligato a compiere, Nyiszli ha descritto minuziosamente le atrocità di cui è stato testimone, e di come sia stato forzato da Mengele e dal comando del campo di Auschwitz a condurre test medici e compiere autopsie su decine e decine di cadaveri, particolarmente di persone deformi, gemelli, popoli nomadi ed ebrei.
Mengele, nel suo disegno criminale, aveva disposto una serie di dettagliati esami, da compiere dapprima in vita e poi sui cadaveri dei reclusi, per avvalorare le sue tesi di correlazione fra le deformità fisiche, in particolare in coppie di gemelli, oppure trasmesse di padre in figlio, fra le popolazioni di razza ebraica per dimostrarne la supposta inferiorità.
Un altro fronte di ricerca disposto da Mengele era quello di accertare le principali e più frequenti cause di decesso dei deportati nei campi nazisti. Gli esiti di tali indagini confluivano poi all'istituto di igiene e batteriologia delle SS al villaggio di Risgau, distante circa tre chilometri dal crematorio in cui operava Nyszli, mentre gli scheletri degli sventurati venivano avviati al museo antropologico di Berlino che, negli intendimenti dell'ufficiale nazista, doveva costituire la principale documentazione a futura memoria del Reich millenario.
Racconta sempre Nyiszli:
Nyiszli descrive anche nel dettaglio la tecnica di sterminio usata a Birkenau, il principale campo del genocidio ebraico.
Birkenau aveva quattro grandi crematori, gemelli a coppia; i crematori erano numerati dall'uno al cinque, calcolando per primo quello solo esistente nel campo principale di Auschwitz.
I crematori 2 e 3 erano dotati di vasti spogliatoi sotterranei e camere a gas annesse; il 4 e il 5 avevano anche loro camere a gas annesse ma erano privi di spogliatoi per cui le svestizioni avvenivano all'aperto. Erano dotati tutti di forni crematori multipli, in particolare il 2 e il 3 avevano 5 forni ciascuno a tripla muffola e il 4 e il 5, 2 forni ciascuno a quadrupla muffola per un totale di 46 bocche di forno.
Erano vere e proprie fabbriche della morte, progettati per entrarci con i propri piedi e uscirne solo per il camino. Vi lavorava il Sonderkommando, una popolazione di 800-1000 uomini, scelti tra i più robusti e forti che venivano ben nutriti rispetto agli altri prigionieri.
Ogni quattro mesi però anche il Sonderkommando veniva sterminato affinché portasse nella tomba i suoi segreti e non restassero testimoni scomodi per le SS e i loro capi. Stessa sorte fu decisa finalmente persino per le SS che avevano prestato servizio in questi crematori.
Il medico ungherese ci racconta delle SS assassine del crematorio, che negli ultimi giorni di Birkenau erano tristi e a capo chino e non accettavano di finire eliminati a loro volta. Sono assai rare, perciò, testimonianze come quella di Nyiszli, dati i pochissimi sopravvissuti tra quelli che ebbero a che fare con i "Krematorium".
Nyiszli ci descrive l'orrore delle povere vittime selezionate per la morte immediata, portate con la menzogna nazista di un bagno verso finte docce dove invece li aspettava la camera a gas.
Descrive la notte al campo, rischiarato dai bagliori sinistri delle fiamme che uscivano alte e livide dalla ciminiera del crematorio:
Descrive anche l'alacrità raccapricciante della sala d'incenerimento, dove si cremavano corpi di uomini, donne e bambini innocenti, stipati a più non posso nei forni per accelerare al massimo i tempi di cremazione e riuscire a smaltire l'abnorme carico continuo di corpi di assassinati. Uno dei grandi problemi delle SS.
Uno degli episodi narrati dal medico ungherese nel suo libro è servito come traccia per il film La zona grigia (The Grey Zone), eccezionale film che ricostruisce in modo reale il Krematorium II e porta la macchina da presa fin dentro il khaos, nella bolgia della sala dei forni e mostra l'impressionante processo di incenerimento; il film mostra anche la ciminiera che eruttava fiamme e fumo, mentre una lunghissima fila di ignare vittime andavano nello spogliatoio sotterraneo. In un episodio del suo libro, Nyiszli racconta di come lui e i suoi collaboratori – anch'essi medici deportati – avessero un giorno scoperto dopo un'operazione di sterminio, nella camera a gas del crematorio a cui era assegnato, una giovane ancora in vita sotto la massa di corpi dei gasati; una sacca d'aria rimasta aveva permesso la sua sopravvivenza.
La giovane viene rianimata e salvata, e nascosta. Questo episodio, dove la vita vince sulla morte, riaccende la speranza degli uomini del Sonderkommando come un presagio di imminente primavera di libertà e li fa sentire tutti più vicini; tenere in vita quella ragazza è tenere in vita la speranza e innesca una catena di solidarietà che li fa ritornare ad essere persone umane e non schiavi al servizio della morte.
Poco tempo dopo la ragazza fu scoperta e uccisa da un SS e stessa sorte seguirono gli uomini del Sonderkommando, poiché si erano ribellati: eppure se ne andarono da uomini liberi, non erano più morti dentro; quel miracolo di vita avvenuto in quell'inferno di sterminio assoluto li aiutò a morire bene. E questo è diventato il motivo conduttore del film.
Eppure a Birkenau c'era qualcosa assai peggio dei crematori; c'erano le fosse crematorie o "Roghi", usate quando i crematori erano affollati:
Nyiszli era andato lì per prelevare medicinali accumulatisi dalle spoliazioni dei deportati. Mentre vede tutto quest'incubo purtroppo reale, gli tornano in mente le parole di Mengele: "Il crematorio non è il massimo dell'inferno ma un limbo, ci si può sopravvivere...".
Durante gli oltre otto mesi trascorsi ad Auschwitz e nei sottocampi in cui fu recluso, Nyiszli ebbe modo di assistere – secondo la sua testimonianza – allo sterminio di decine di migliaia di persone appartenenti a svariate etnie, nazionalità, religioni o generi.
Quando seppe che il campo femminile C, dove erano rinchiuse sua moglie e sua figlia, era condannato allo sterminio, riuscì, grazie alla sua padronanza della lingua tedesca e alla comprensibile forza della disperazione che lo aiutò nella sua opera di negoziatore, a convincere gli ufficiali SS ad aiutare moglie e figlia a farsi trasferire al sicuro in un campo di lavoro. Si riunirà a loro solo diversi mesi dopo la fine del conflitto, quando anch'esse faranno ritorno a casa al termine della prigionia.

## Fuga da Birkenau

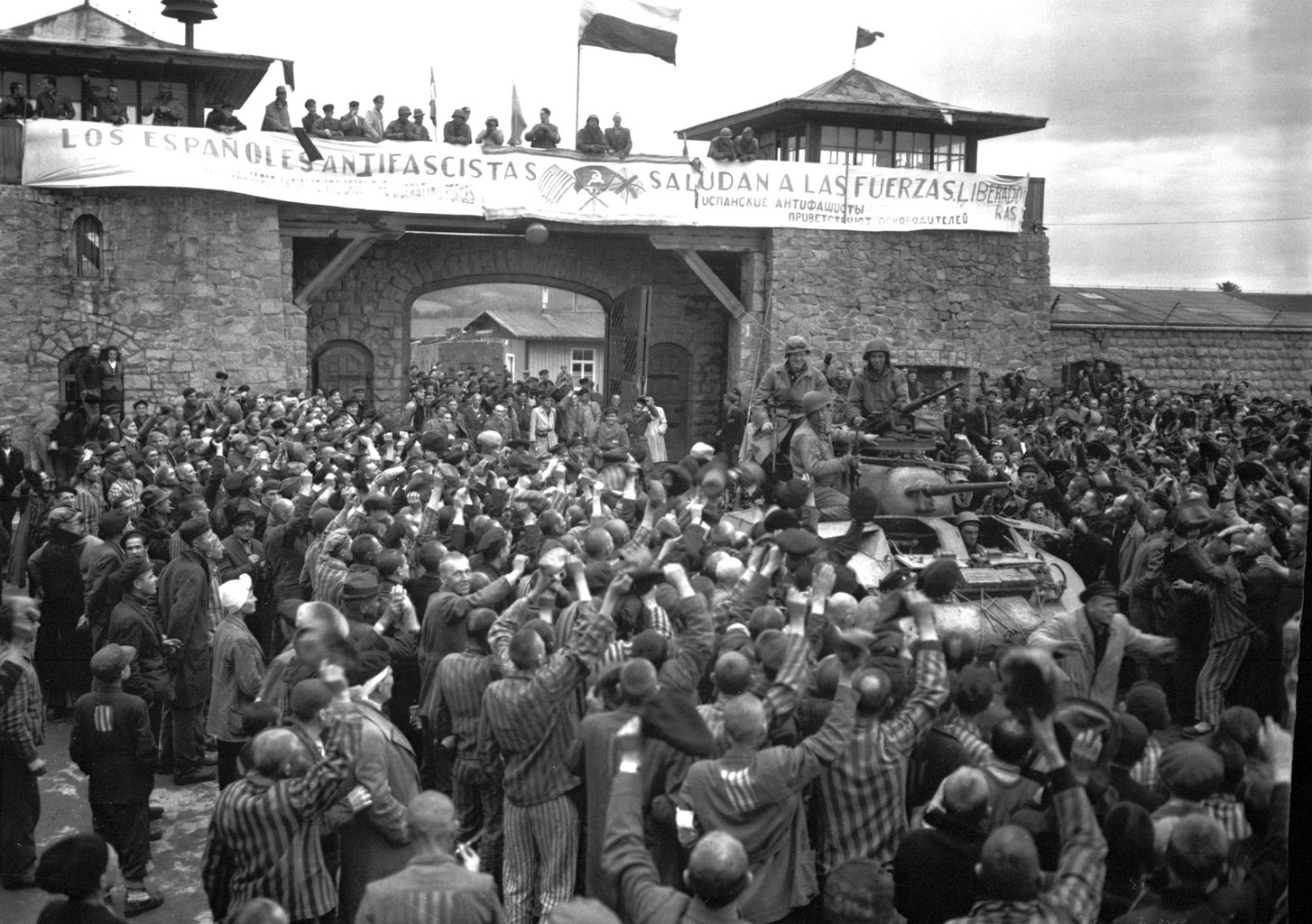
Truppe americane liberano i prigionieri del campo di concentramento di Mauthausen

Nyiszli rimase nel campo di Auschwitz fino a pochi giorni prima dell'arrivo dell'armata sovietica, il 27 gennaio del 1945.
Il 18 gennaio, Nyiszli riuscì a sfuggire alla morte miracolosamente, confondendosi tra circa sessantaseimila altri prigionieri, in una di quelle che sono passate alla storia come marce della morte, ovvero il trasferimento dei deportati da un campo di sterminio all'altro, in forzato esodo all'interno dei territori di Germania, Cecoslovacchia, Polonia e Austria ancora appartenenti al Reich.
La prima tappa di questa marcia fu, per Nyiszli e i suoi compagni, il campo di concentramento di Mauthausen, presso Linz, nel nord dell'Austria. A Mauthausen regnava un sovraffollamento indescrivibile; Nyiszli rischiava di passare la notte all'aperto a 20 °C sottozero e quindi si presentò al kapò delle docce come medico di campo di Auschwitz, un'autorità fra i prigionieri e il kapò gli fece saltare tutta la oceanica fila al comando di: "Fate passare il dottore!".
La sua prontezza gli salvò ancora una volta la vita, perché quella notte le SS ordinarono un massacro tipico a Mauthausen, il "Totbadeaktion" (Bagno di morte) che consisteva nell'irrorare per ore i deportati nudi rimasti all'aperto, con idranti di acqua gelata a quella temperatura polare, facendoli morire di ipotermia, congelati, di polmonite fulminante e arresti cardiaci, mentre squadre di criminali ebbre di alcool trucidavano a più non posso le vittime con asce e scimitarre correndo nel mucchio degli sventurati. La mattina i pochi sopravvissuti entrarono nel campo.
Nyiszli rimase sordo agli appelli continui delle SS e kapò che cercavano i deportati che avevano lavorato nei crematori di Birkenau; volevano eliminare i testimoni scomodi che erano loro sfuggiti ad Auschwitz. Dopo circa tre settimane trascorse in quarantena nelle baracche di Mauthausen, Nyiszli fu trasferito nei sottocampi di Melk an der Donau, a circa tre ore di treno da Mauthausen e infine ad Ebensee.
Dopo aver trascorso quasi un anno di prigionia, inclusi i due mesi trascorsi fra Melk an der Donau ed Ebensee, Nyiszli e i suoi compagni di deportazione vennero liberati dai soldati dell'esercito statunitense il 5 maggio del 1945.

## Opere
- Miklós Nyiszli, Memorie di un medico deportato ad Auschwitz, Ginevra, Ferni, 1980 (per altre edizioni - anche per il titolo alternativo di Auschwitz, i medici della morte - vedi: ISBN 1-55970-202-8)
- Miklós Nyiszli, Sono stato l'assistente del dottor Mengele - Memorie di un medico internato ad Auschwitz, Cracovia, Frap-Books, 2005, ISBN 83-921-5670-6.

### Ulteriori approfondimenti
- (EN) HolocaustForgotten.com.
- (EN) JewishVirtualLibrary.org.
- (EN) Holocaust-History.org. URL consultato il 3 novembre 2018 (archiviato dall'url originale il 19 settembre 2004).
- (EN) Dottor Miklos Nyiszli, prigioniero di Auschwitz, su auschwitz.dk. URL consultato il 2 aprile 2007 (archiviato dall'url originale il 24 agosto 2006).
- (EN) Auschwitz FAQ, su faqs.org. URL consultato il 2 aprile 2007 (archiviato dall'url originale il 29 settembre 2007).

| Controllo di autorità | VIAF (EN) 54152142 · ISNI (EN) 0000 0001 0901 9072 · LCCN (EN) n85353740 · GND (DE) 119060582 · BNF (FR) cb119179665 (data) · J9U (EN, HE) 987007266180305171 |